# Iglesia de Sankt Eskils
La iglesia de Sankt Eskil es la iglesia principal de la congregación de Österhaninge en la parroquia de  Södertörn perteneciente a su vez a la diócesis de Estocolmo. 

## El edificio de la iglesia
La iglesia está ubicada en el área central de Handen en el municipio de Haninge y forma parte de un complejo más grande que alberga la secretaría y la administración de la congregación. La iglesia fue diseñada por Janne Feldt e inaugurada en el año 1994. 
En esta misma localización se encontraba previamente un hogar parroquial inaugurado en 1937. Dicho hogar parroquial dio lugar a una iglesia en 1957 tras la finalización de unas obras de ampliación y remodelación.

## Inventario
- De la antigua iglesia proviene el altar construido en piedra y pila bautismal que fue fabricada por Gustavsberg AB.
- El órgano, de 35 registros, fue fabricado en 1999 por Johannes Mentzel Organ Building en Härnösand.

## Galería de fotos

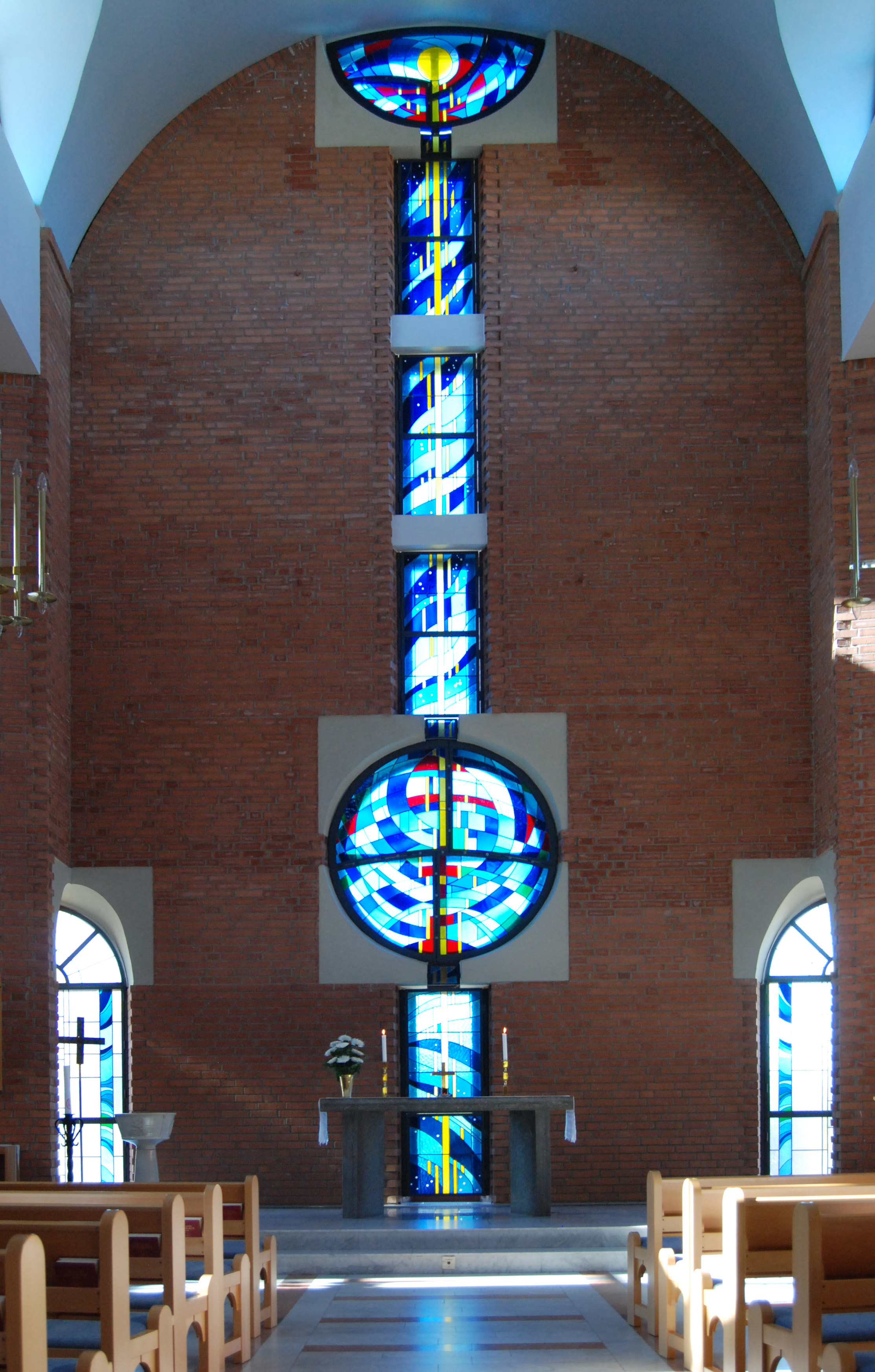
Iglesia de San Eskil, interior.